# Mohamed Sankoh
Ne doit pas être confondu avec Baïssama Sankoh.
Mohamed Sankoh, né le 16 octobre 2003, est un footballeur néerlandais, qui évolue au poste d'avant-centre avec le VfB Stuttgart.

## Biographie

### En équipe nationale
Avec les moins de 17 ans, il participe au championnat d'Europe des moins de 17 ans 2019 en Irlande, étant titularisé durant le match de poule contre la France puis entrant en jeu au match suivant contre la Belgique. Les Pays-Bas remportent le trophée en battant encore l'Italie finale (victoire 4-2).

## Palmarès

### En sélection
- Vainqueur du championnat d'Europe des moins de 17 ans en 2019 avec l'équipe des Pays-Bas des moins de 17 ans